# 新道林駅
新道林駅（シンドリムえき）は、大韓民国ソウル特別市九老区新道林洞にある韓国鉄道公社（KORAIL）とソウル交通公社の駅。

## 乗り入れ路線
韓国鉄道公社の京釜電鉄線（首都圏電鉄1号線）、ソウル交通公社の2号線が乗り入れ、相互間の接続駅となっている。
韓国鉄道公社の駅に乗り入れている路線は、線路名称上は京釜線であるが、当駅には電車線を走る一般列車のITX-青春と、1号線（京釜電鉄線）電車が停車する。
首都圏電鉄には駅番号が導入されており、京釜電鉄線は「140」、2号線は「234」の駅番号が付与されている。

## 歴史
- 1984年5月22日 - ソウル特別市地下鉄公社（当時）2号線乙支路循環線・ソウル大入口～新道林～乙支路入口間開通と共に開業。鉄道庁（当時）京釜電鉄線の駅も合わせて開業[1]。
- 1992年5月22日 - 2号線新亭支線の新道林駅～陽川区庁駅間が開業[2]。
- 2005年1月1日 - 鉄道庁の上下分離とともに公社化され、京釜電鉄線は韓国鉄道公社の駅になる。ソウル特別市地下鉄公社がソウルメトロに改称し、2号線はソウルメトロの駅となる。
- 2006年5月 - 2号線乙支路循環線ホームにホームドアを設置。
- 2008年1月2日 - 2号線の3番線の使用を開始。（ラッシュ時間帯のみ）
- 2010年 - 京釜電鉄線にホームドアを設置。
- 2011年12月 - 2号線新亭支線ホーム（4番ホーム）にホームドア設置。
- 2012年1月 - 2号線3番ホームにホームドア設置。
- 2013年2月16日 - 京釜電鉄線駅舎の新築工事により、2014年1月31日まで地下階段閉鎖。期間中は、2号線乗り換え時に永登浦駅方面に設置された仮設通路を通る必要があった。
- 2015年5月23日 - 京釜電鉄線の新駅舎が竣工[3]。
- 2017年
  - 5月31日 - ソウルメトロとソウル特別市都市鉄道公社が統合され、2号線はソウル交通公社の駅となる[4]。
  - 7月7日 - 京仁線で特急列車の運行を開始[5]。

## 駅構造

### 韓国鉄道公社
ホーム階は1階である。島式1面2線と単式2面2線の合計3面4線を有する地上駅で、フルスクリーンタイプのホームドアが設置されている。元々島式2面4線であったが、混雑を減らすために単式ホーム（1番線）を増設して今の形になった。2番線のホームの1番線側はフェンスで仕切られている。ITX-青春運行開始に伴い、3、4番線ホーム永登浦寄りに、ITX-青春専用ホームが設けられた。京釜電鉄線と並行して駅南東側（4番線の横）に京釜線（列車線）の通過線がある。配置簡易駅で、駅等級は3級である。
かつては、KORAIL管轄の改札口はなく、地下1階（改札階）にあるソウルメトロ（当時）管轄の改札を共用していたため、改札の外に出るにはこの改札を通らなくてはならなかった。出口もソウル交通公社管轄で、3ヶ所ある。
1号線ホームに行くには2号線を経由しなければならないのが不便という意見もあり、不便を解消するためにKORAIL用の橋上駅舎の建設が進められ、2015年5月に橋上駅舎の使用が開始され、出口が3か所増設され6か所になった 。

#### のりば
| ホーム | 路線                        | 種別             | 行先                                       |
| ------ | --------------------------- | ---------------- | ------------------------------------------ |
| 1      | 1号線（京釜電鉄線）         | 緩行             | ソウル駅・清凉里・議政府・逍遥山方面       |
| 2      | 1号線（京釜電鉄線）         | 緩行             | 九老・仁川・西東灘・天安・新昌方面         |
| 3      | 1号線（京釜電鉄線）・京釜線 | 龍山急行（急行） | 永登浦・新吉・鷺梁津・龍山方面             |
| 3      | 1号線（京釜電鉄線）・京釜線 | ITX-青春         | 鷺梁津・龍山方面                           |
| 4      | 1号線（京釜電鉄線）・京釜線 | 東仁川・天安急行 | 九老・東仁川・水原・天安方面               |
| 4      | 1号線（京釜電鉄線）・京釜線 | 光明シャトル     | 九老・加山デジタル団地・衿川区庁・光明方面 |
| 4      | 1号線（京釜電鉄線）・京釜線 | ITX-青春         | 水原・天安・鳥致院・大田方面               |

### ソウル交通公社
ホーム階は地下2階である。2面2線の相対式ホームが1面2線の島式ホームを挟む形の合計3面4線の地下駅。スクリーンドアが設置されている。ソウル交通公社としては珍しくのりばの番号がつけられている。3番線と4番線のホームは乙支路循環線ホームと比べやや低い位置にある。
3番線は新亭支線を通じて新亭車両事業所に接続されている。元々は車両基地に入出庫する列車が通過する目的でのみ使用されたが、本線外回り列車による混雑を減らすために、2008年1月2日から平日の出勤時間帯（07:34〜08:23）のみ新亭車両事業所から出庫し、内回り方面に行く車両は3番線で乗客を扱うようになった。それ以外の時間帯には3番線ホームを閉鎖する。
全てのホーム中程にある下り階段はそれぞれのホームを結ぶ連絡通路である。この通路は改札口と連絡していない。
改札階は地下1階で、先述のとおり京釜電鉄線と共用している。出口も先述のとおり2ヶ所ある。

#### のりば
| ホーム | 路線                  | 行先                                                  |
| ------ | --------------------- | ----------------------------------------------------- |
| 3      | 2号線                 | 外回り新道林発 江南方面 （車両基地の入出庫線）        |
| 1      | 2号線（乙支路循環線） | 内回り 弘大入口・乙支路入口・往十里・聖水方面         |
| 2      | 2号線（乙支路循環線） | 外回り ソウル大入口・教大・三成・総合運動場・聖水方面 |
| 4      | 2号線（新亭支線）     | 道林川・陽川区庁・新亭ネゴリ・カチ山方面              |

## 利用状況
大韓民国の鉄道駅の利用率が全国1位で、一日の流動人口は36万人に達している。ただし、乗換する乗客が多く、乗降人数はそれほど多くない。
近年の一日平均乗車人員推移は下記の通り。
| 路線       | 乗車人員 | 乗車人員 | 乗車人員 | 乗車人員 | 乗車人員 | 乗車人員 | 乗車人員 | 乗車人員 | 出典  |
| 路線       | 2000年   | 2001年   | 2002年   | 2003年   | 2004年   | 2005年   | 2006年   | 2007年   | 出典  |
| ---------- | -------- | -------- | -------- | -------- | -------- | -------- | -------- | -------- | ----- |
| 京釜電鉄線 | 25524    | 17323    | 15412    | 14795    | 9299     | 11898    | 13607    | 14407    | [ 8 ] |
| 2号線      | 38364    | 39402    | 38745    | 37900    | 39023    | 40472    | 40736    | 42585    | [ 9 ] |
| 路線       | 2008年   | 2009年   | 2010年   | 2011年   | 2012年   | 2013年   | 2014年   | 2015年   | 出典  |
| 京釜電鉄線 | 17039    | 18020    | 18821    | 20523    | 21697    | 21612    | 21831    |          | [ 8 ] |
| 2号線      | 49201    | 52590    | 54335    | 58966    | 63009    | 65385    | 67774    |          | [ 9 ] |

## 駅周辺
- 京仁路（朝鮮語版）
- 新道林中学校（朝鮮語版）
- 新道林テクノマート
  - CGV新道林
  - イーマート新道林店
- 国民銀行新道林駅支店
- NH農協銀行新道林テクノマート支店
- ホームプラス新道林店
- 韓国放送通信大学校 ソウル第2地域大学
- 新道林D-CUBE CITY（朝鮮語版）
  - KEBハナ銀行D-CUBE CITY支店
  - ロッテシネマ新道林店
  - 現代百貨店D-CUBE CITY店
  - シェラトンソウルD-CUBE CITYホテル
- 道林川（朝鮮語版）
- 未来初等学校
- 新韓銀行新道林洞支店
- 国民銀行新道林支店

## 隣の駅
韓国鉄道公社
京釜線
ITX-青春
鷺梁津駅 - 新道林駅 - 水原駅
 京釜電鉄線
京仁線特急
鷺梁津駅 (136) - 新道林駅 (140) - 九老駅 (141)
急行・緩行
永登浦駅 (139) - 新道林駅 (140) - 九老駅 (141)
ソウル交通公社
 2号線
乙支路巡環線（本線）
大林駅 (233) - 新道林駅 (234) - 文来駅 (235)
新亭支線
新道林駅 (234) - 道林川駅 (234-1)